# 中国举事列表
这是发生在中国的大规模举事的列表。

## 夏朝
- 寒浞叛乱是夏朝长达20年的半神话空位期，在此期间寒浞谋杀了夏君相，并自立为统治者，直到被少康击败，夏复辟。

## 周朝
- 三监之乱（公元前11世纪末），商朝遗民和周成王的三位叔父反对周成王及其摄政周公的叛乱。
- 国人暴动（公元前842年），一场反抗周厉王的起义，以周厉王被放逐告终，建立了空位期的共和摄政期直到周宣王继位。

## 秦朝
大泽乡起义（公元前209年7月—12月）是秦始皇死后第一起反秦起义。奉命率所部士卒北上参与防御渔阳的军官陈胜、吴广，但在安徽省因大雨洪涝不得不中途停歇。秦法严苛，迟到者无论原因都斩，陈、吴见无法如期履职，决定组建军队反抗政府，宁可战斗，胜过伏诛。他们成为中国各地武装起义者的核心，数月间力量发展到一万人，主要由不满的农民组成。但在战场上，他们不是高度专业化的秦军的对手，不足一年就被平定了。大泽乡起义是秦末民变的开始。

## 西汉
七国之乱是汉宗室成员国对抗汉景帝中央集权的尝试。汉初，汉高帝分封众多宗亲为诸侯王，拥有全国的三分之一到一半。这是试图巩固刘氏在郡县制系统外地区统治的尝试。汉文帝年间，诸侯王还在自定法律，自制货币（尽管得文帝许可），自行收税。很多王在自己封地上忽视朝廷权威。公元前157年景帝登基后，富裕的吴国首当其冲。吴王刘濞发起叛乱。参与的诸侯王是：吴王刘濞、楚王刘戊、胶西王刘卬、赵王刘遂、胶东王刘雄渠、菑川王刘贤、济南王刘辟光。
齐国和济北国答应参与，但实际上没有参与。齐王刘将闾最后时刻改变主意，选择对抗叛军。济北王刘志被郎中令软禁，因而未能参与叛乱。其他被说服参与但拒绝或实际未同意参与的诸侯王有：淮南王刘安、庐江王刘赐、衡山王刘勃。叛乱诸王还求援于南方独立诸王国东海国、闽越及强大的北方匈奴。东海和闽越都派军参战，匈奴虽然起初也答应，却没有参与。作为口号，七王声称御史大夫晁错意图消灭诸侯国，声称一旦晁错伏诛，他们就满意了。

## 新朝
天凤四年（17年），因王莽进行土地改革，统治无能，一场黄河大水影响了今山东和江苏北部地区，无法继续务农为生的人们被迫加入叛军以求生。这些叛乱规模大而破碎。荆州遭遇饥荒，且灾情因新朝官员的腐败无能而扩大。连野生植物也被灾民所吃以至短缺，导致灾民互相攻击。新市人王匡、王凤裁决了一些纷争，成为饥民领袖。后又有马武、王常、成丹等加入。数月间，他们麾下达到七八千人。他们以绿林山为基地，惯用做法为攻打劫掠远离城市的村庄求食。持续数年后，队伍增长到数万人。
绿林军是反对王莽新朝的两支大规模农民军之一，活跃在今河南南部、河北北部地区。两军合力最终导致新朝灭亡和在更始帝刘玄治下暂时复辟的汉朝的建立。很多绿林领袖成为更始帝朝中要员，但朝廷的内讧和无能导致其仅2年后即败亡，导致了最终光武帝刘秀的崛起。绿林军得名于曾据有的据点绿林山。
王莽派使者下达赦命希望叛军解散。使者们回到京城长安后多如实报告叛军因苛法使他们不能生活，他们被迫叛乱。一些则为奉承王莽，告诉他那只是简单地需要被杀掉的抵抗者，这只是暂时现象。王莽听信奉承，将说真相的官员们罢免。王莽没有安抚叛军的行为，却决定武力镇压。事实上叛军被迫作乱以求活，希望饥荒结束后可以还乡为农。结果，他们不敢攻城。
地皇二年（21年），荆州牧发兵二万攻绿林军，在云杜交战，叛军大胜，杀数千人，获辎重。荆州牧欲撤退，被马武断退路，马武放他逃跑，不想进一步冒犯政府。绿林军在附近游荡，俘获很多女人，再回到绿林山中。当时达到五万人。
赤眉军是反对王莽新朝的两支大规模农民军之一，活跃在今山东和江苏北部地区，最终耗尽王莽资源使其崩溃，使得绿林军领袖刘玄推翻王莽并短暂建立新的汉朝。最终赤眉军推翻更始帝，短暂扶立自己的傀儡皇帝刘盆子，即因领袖在战场发挥出色却无能统治辖区而导致民众叛乱，迫使他们撤回家乡。他们的道路被光武帝刘秀新建立的政权阻塞，他们向刘秀投降。

## 东汉
- 黄巾之乱（184年）是反抗汉灵帝的农民起义。以叛军在头上裹缠的黄巾命名。叛军和秘密的道教社团勾结，此乱在道教历史上有重要意义。此乱是历史小说《三国演义》的开篇事件。

黄巾之乱的主要原因是农业危机，饥荒导致了很多农民和北方的原军屯户去南方寻求雇用，大地主利用他们积聚了大量的财富。因黄河下游的小股洪水，情况愈发恶化。为建造丝绸之路沿线的堡垒和要塞以抵御外邦渗透和入侵，农民被征收更高的税。建宁三年（170年），地主和农民组建了不规范的武装，开始了阶级冲突。
同时汉朝表现出内部的脆弱。自王莽以来，地主势力已成长期问题，但黄巾之乱前，宫廷宦官取得对皇帝的重大影响力，他们滥用权力谋私。十多名有权势的宦官组成了集团十常侍，皇帝称其中之一张让为“阿父”。朝廷被广泛认为在这一背景下腐败无能，饥荒和洪涝被认为颓废的皇帝已丧失国祚的征兆。
黄巾之乱由出生在邺城钜鹿的张角及其弟张宝、张梁发起。张氏兄弟在山东省建立了道教宗派。他们自称为“太平道”，尊敬神祇黄老，张角称黄老给了他一本神书《太平要术》。张角是术士，自称“大贤良师”。教派宣传人人平等、均分土地；起事口号：“苍天（即汉朝）已死，黄天（即叛军）当立，岁在甲子，天下大吉！”
- 五斗米之乱（184年）是道教领袖张道陵孙张鲁唆使的宗教叛乱。得名于“五斗米道”，五斗米道得名于治病报酬为五斗米。

2世纪初，张道陵用自己身为心灵治疗者和宗教领袖的人望，组织了神学运动反抗汉朝治下压迫农民的广泛贫穷和腐败现象。他通过给予不受贬损的希望和将宗教实践改为更可接受的方式的方式聚集了很多四川的追随者。这创造了中国最早组织的宗教运动之一。
中平元年（184年），张道陵子张衡的继承人即张道陵孙张鲁反汉，建立了自己的政权张汉。该政权延续了三十多年直至张鲁被丞相魏公曹操击败并投降。张鲁投降后来到汉朝廷。

## 三国

### 东吴
- 248年，交州交趾郡、九真郡百姓起义反抗吴国。九真当地妇女赵妪领导了起义，随后一百名酋长领导五万家参与。在现代越南民族史上，赵妪起义通常被描述为“结束外国统治的长期民族独立斗争”的众多章节之一。[1]

## 东晋
- 孙恩起义（399年—403年）是被处决的南方道教领袖孙泰之侄孙恩发起的起义。叛军计划在成功后逃往蓬莱岛，这场军事行动以大规模海战和政府对从行伍中提拔上来的兖州刺史刘牢之的依赖闻名。[2]他们丢弃的竹筏有时被认为与上海北部崇明岛的早期形成有关。[3]

## 唐朝
- 安史之乱（755年—763年），安禄山于天宝十四载（755年）发起的反唐叛乱。或以其开始时的年号称天宝之乱。

此乱经历了三位皇帝的任期。第一位唐玄宗，逃到四川。途中羽林军要求处决了宰相杨国忠及其堂妹杨贵妃。皇太子被唐军和宦官拥立为帝即唐肃宗，另一批地方官和文人则在金陵拥立皇子永王李璘。
此乱由安禄山发起，但其子安庆绪被杀后，叛乱由他的旧部史思明领导。唐代宗年间将领仆固怀恩、郭子仪和李光弼平定该乱。唐朝尽管成功平乱，却被此乱极大削弱，余年都受困于军阀问题。
- 黄巢起义或黄巢之乱（875年—884年）是黄巢领导的叛乱。

## 宋朝

### 北宋
- 方腊起义，1122年被镇压

### 南宋
- 黑风峒变乱，嘉定元年（1208年），羅世傳首叛。

## 元朝
- 红巾起义，对抗蒙古统治的元朝的起义。自1340年代起，元朝经历各种困难。黄河连年泛滥，其他自然灾害也在发生。同时元朝需要可观的军费开支维持广大的帝国。这主要通过附加税解决，这又主要落在元朝治下四等人最下两种之一的汉族人身上，这些人被旨在针对元朝统治的白莲教所深刻影响。

## 明朝
- 李自成起义是旨在推翻明朝的起义。李自成开始在陕西西安招兵，最后在东北地区夺得权力。万历帝末年的1620年起，明朝治下的社会和经济问题迅速恶化。李自成在攻陷京城北京推翻明朝皇帝及建立短命的大顺朝后没有战胜清军，为新兴崛起的清朝铺平了道路。尽管李自成之乱影响很大，但来自东北（最初的满洲地区）的清军与原明朝将领吴三桂结盟，最终导致李自成败亡。
- 当时还有其他农民叛乱，例如统治四川并建立短暂的大西皇朝的张献忠领导的叛乱。
- 建立后金的努尔哈赤常被认为是清朝的奠基人。他原本是明朝的封臣，后来否认了明朝的领主权，以七大恨的名义反抗明朝。

## 清朝

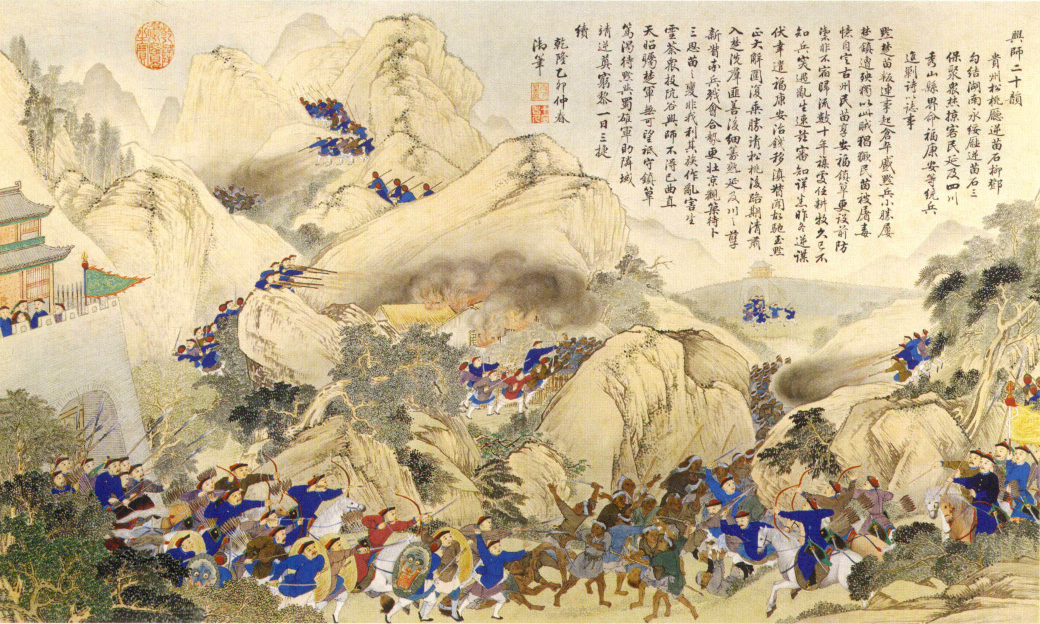
1795年讨伐苗民的一景

### 三藩之乱
三藩之乱由满洲早期统治者封于华南的三位汉族将领吴三桂、耿精忠、尚之信发起。17世纪下半叶，三将反叛清廷。此乱也是清朝统治者于1644年统治中国后最后一场对清帝国的严重威胁直至导致清朝于1912年灭亡的19世纪冲突。此乱引发了大约十年的内战，延伸到中国各地。
顺治十二年（1655年），清朝因吴三桂统一中国有功，授其云南全部军政大权。康熙元年（1662年），明朝最后一位皇帝朱由榔被处决，吴三桂又得到贵州的管辖权。此后10年他巩固权力，九年（1670年）他的影响达到了湖南、四川、甘肃乃至陕西。两位其他有权势的叛乱军队领袖也发展出类似的权势：广东的尚之信和福建的耿精忠。他们把封地当作自留地统治，清政府实际不能控制这些南方和东南省份。
十一年（1672年），康熙帝坚信这些藩镇是清政权的威胁。次年（1673年），尚之信上表请求退休，8月吴三桂也上类似表章，意在试探朝廷之意。康熙帝力排议政王大臣会议众议，接受了。次年（1674年）1月，吴三桂叛乱的消息传到北京。

### 白莲教起义
白莲教起义（1796年—1804年）是清朝的反清起义。
它在将四川从湖北和陕西分隔开的山间地区爆发。它起初是作为预言弥勒菩萨降世、提倡恢复明朝、对信徒许诺个人拯救的秘密宗教社团白莲教领导的抗税开始的。起初和珅控制下的清廷派出不完备且不充足的官军镇压缺乏组织的叛军。但嘉庆四年（1799年）嘉庆帝（1796年—1820年在位）刚掌权就推翻和珅一党，为重树纪律和士气，支持精力更充沛的清军统帅们的战功。一个系统的安抚计划出台，要求人们重新安置在数百村寨里，以团练之名组建民兵。最后一步，清朝的镇压政策包含了追歼叛军游击队和大赦逃兵。尽管清朝最终平叛，满洲军事无敌的神话破灭，这可能是因为19世纪远更频繁的叛乱。

### 癸酉之变
中国清朝年间，癸酉之变于1813年爆发。事变由白莲教的一个分支天理教的一批人发动。这场由林清、李文成领导的事变在中国直隶、山东、河南各省爆发。
1812年，八卦教又名天理教的领导人声称领导人李文成为“大明天顺李真主”，宣称于1813年起事。同时林清自称弥勒佛转世，并采用流行小说《水浒传》“顺天开道”的旗号。他们认为他是深奥的中国宗教的无生老母派来铲除被他们认为已经失去统治的天命的清朝的。
第三领袖是冯克善，他被称为“地王”，而李文成称“人王”，林清称“天王”。
这组人赢得了紫禁城内一些有权势的宦官的支持。1813年9月15日，他们攻打北京宫禁。他们攻入城内，若非王子绵宁即未来的皇帝用封禁的步枪驱逐了他们，他们可能已经成功推翻了清朝。
此乱被认为与之前的白莲教起义相似，前者出于宗教目的，而后者八卦教的后者领导人似乎对通过推翻清朝而得的个人权力更感兴趣。

### 太平天国运动

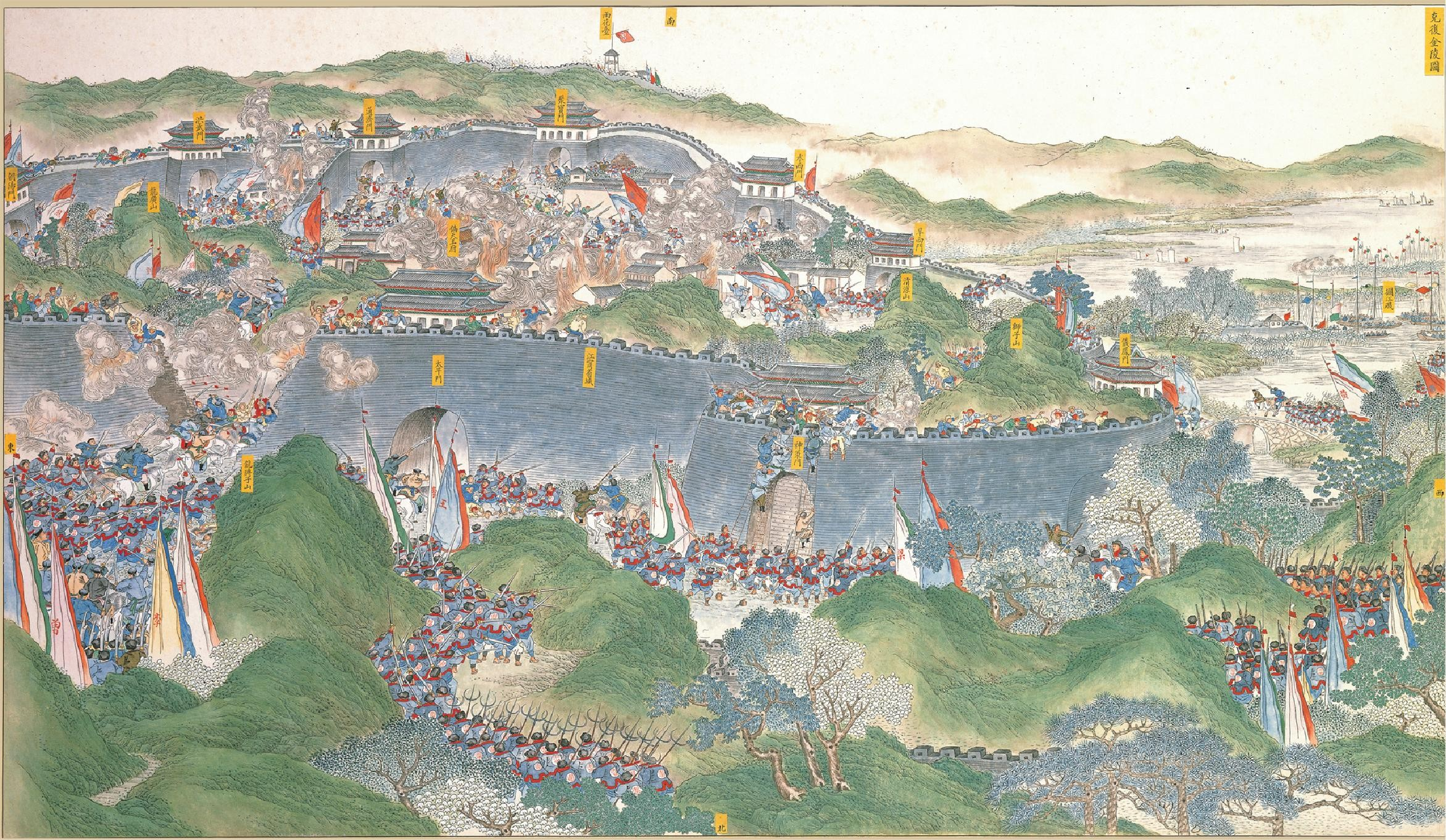
清军收复南京

太平天国运动（1850年—1864年）是中国南部由自称耶稣之弟的客家人洪秀全发起的叛乱。很多资料称此乱总死亡人数为约20,000,000，另一些则称高达50,000,000.总的来说，一些历史学家估计，在1850年至1865年间，叛乱等政治起事加上自然灾害可能导致2亿中国人丧生。这一数字不像真的，因这近乎1851年中国估计人口的一半。
洪秀全在大乱时期聚集起自己的支持者。国家已遭受一系列自然灾害、经济问题和对西方列强的战败，清政府却几乎没有做减轻问题的事。南方反清最严重，不满者加入洪秀全。1840年代，该教派进入军事化，起初是为了对抗盗贼。教派遇到的困扰是将奋斗发展为游击战和全面爆发战争动力。叛乱开始于广西省。1851年1月初，一支万人的叛军在金田起义中于金田击溃清军。清军进攻但被击退。8月，洪秀全宣布建立以自己为绝对统治者的太平天国。叛乱急速向北发展。1853年3月，500,000太平军夺取南京，杀30,000清军，屠杀数千人。南京城成为了叛军的首都，被重命名为天京直至被收复。

### 捻军起义

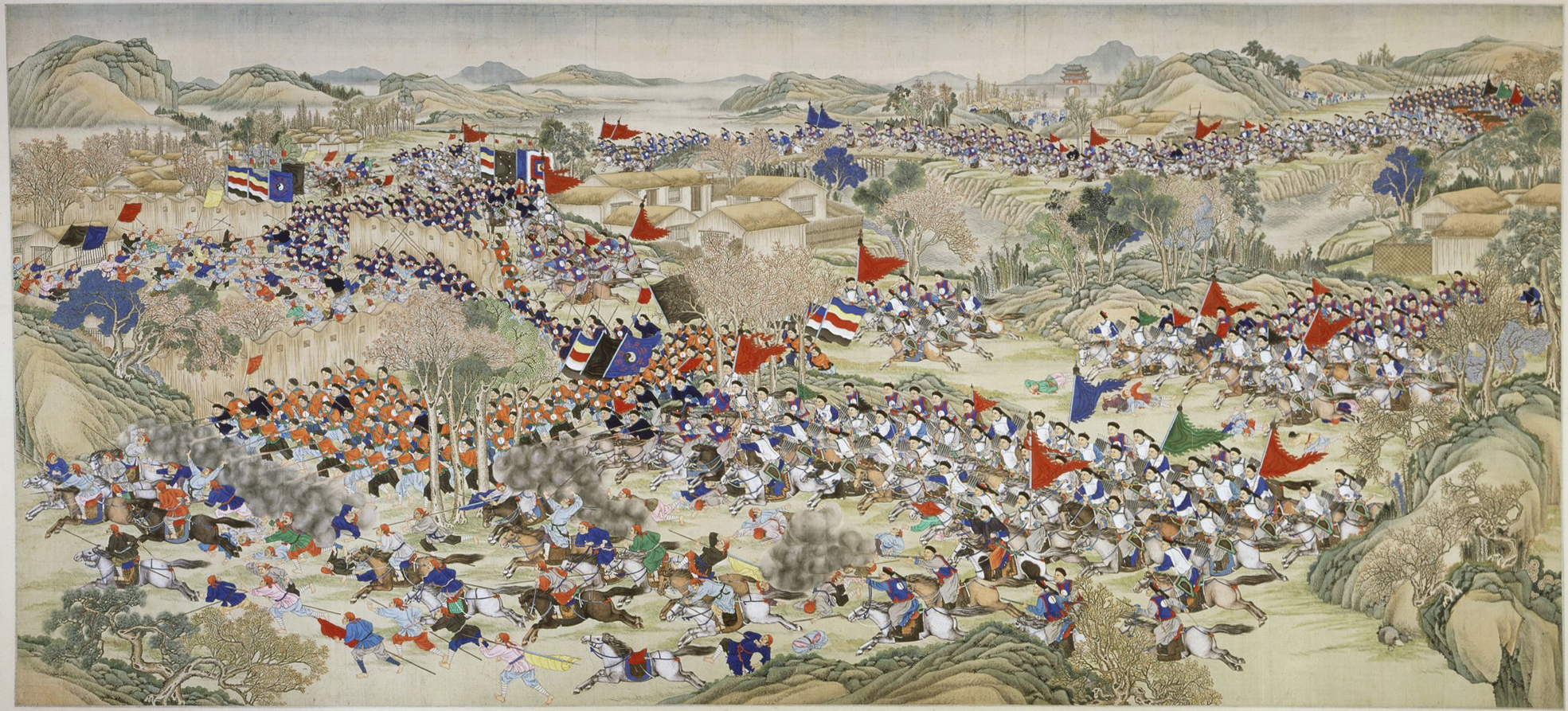
捻军起义的一幕。可能表现了1867年的尹隆河戰役

捻军起义（1851年—1868年），是中国北方的大规模武装起义。该乱未能推翻清朝，但导致了广大的经济灾难和死亡，也成为清朝垮台的主要长期原因之一。
捻军于1840年代末由张乐行组建，1851年达到近40,000人。捻军与太平天国不同，起初除了批判清政府外没有自己明确的目标和目的。但在一系列生态灾害后，捻军被刺激直接对抗清军。咸丰元年（1851年），黄河溃堤，淹没数百到数千平方英里，造成大量死亡。灾后，清政府渐渐开始处理灾情，但因对英的鸦片战争和正对太平军的屠杀，政府财政枯竭，不能提供有效援助。灾难造成的损失尚未修复，五年（1855年）黄河再度溃堤，淹死数千人，摧毁了肥沃的江苏省。当时清政府试图与西方列强和谈，因国家财政如此严重受损，朝廷不能提供有效救济援助。这使捻军愤怒，指责西方人造成了中国的困境，愈发视清政府在西方列强面前无能怯懦。
当年，张乐行直接进攻华中政府军。夏季，移动迅速的、受到良好训练的、完全装备了现代化火器的捻军骑兵已切断北京和南方与太平军作战的清军之间的联系。因叛军遍布中国，清军严重超负荷，使得捻军占领大片土地，控制经济繁荣地区。捻军加固已占领的城市，用为据点对乡间的清军展开骑兵进攻，促成当地城镇自我加固防御捻军突袭。这导致了持续的战斗，摧毁了原先富裕的省份江苏和湖南。
六年（1856年）初，清政府派新近大破太平军大军的蒙古将领钦差大臣科尔沁博多勒噶台亲王僧格林沁去剿灭捻军。僧格林沁军攻陷几个被加固的城市，消灭了大部分捻军步兵，在一次伏击中杀了张乐行。但因天平军统帅来到控制捻军，捻军存活下来，大部分捻军骑兵完好。僧格林沁基于步兵的军队不能阻止快速移动的骑兵破坏乡间和奇袭清军。同治四年（1865年），僧格林沁及其护卫被捻军伏杀，朝廷失去了最好的军事统帅。清廷派钦差大臣曾国藩统军，提供给他以高价从欧洲买来的当代的炮和武器。曾国藩军造沟渠包围捻军骑兵，这是一种有效但缓慢昂贵的办法。被捻军打破一处防线后，曾国藩被罢官。将领江苏巡抚李鸿章和钦差大臣督办陕甘军务左宗棠奉命镇压捻军。五年（1866年）末，捻军分裂为二，东捻留在华中，西捻潜行接近北京。六年（1867年）末，李、左的军队已从捻军手中收复很多领土，十八年（1868年）初，捻军被官军和常胜军的联军所灭。

### 杜文秀起义

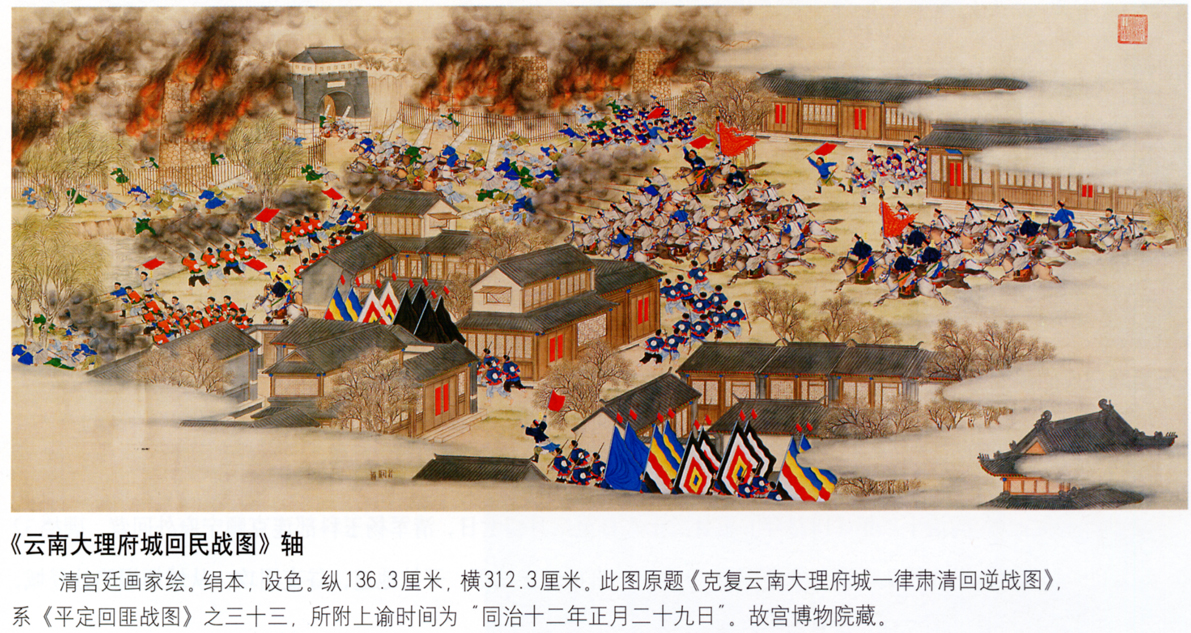
1873年夺取云南平南苏丹都城大理

杜文秀起义（1856年—1872年）是由杜文秀（本名苏莱曼·伊本-阿布德·阿尔-拉赫曼）率领的云南西部穆斯林回民的分离运动。
杜文秀自称为“总统兵马大元帅”，攻陷大理后，被英国人称为“大理苏丹”。大理成为叛军的基地。叛军四围昆明（1857年、1861年、1863年和1868年）并在第三次尝试中短暂占据之。后来，随着清军开始占据上风，叛军写信给英女王维多利亚，请求英方正式认同和军事援助；英国反对。叛乱最终被清军镇压，服毒自杀的杜文秀的尸体被斩首。暴力的镇压导致了很多回民逃到邻近云南边境的乡村。幸存的回民逃到缅甸、泰国和老挝，在这些国家形成了中国回族的小规模基地。在这些肃乱行动中，数千回民有数百被屠杀或死亡。
此乱对缅甸的贡榜王朝有显著的消极影响。在将下缅甸输给英国后，缅甸失去了通往广大产米地区的通道。为了不得罪中国，缅甸王国同意按中国要求拒绝与叛乱回族贸易。缅甸不能从中国进口米，被迫从英国进口米。缅甸经济很依赖中国的棉花出口，因而突然失去了通往广大中国市场的渠道。

### 同治回变
在納克什班迪教團苏非派的两个亚秩序哲合忍耶穆斯林及其敌对的哈非耶苏非派穆斯林之间的宗派暴力事件苏四十三起义导致了一场哲合忍耶苏非派穆斯林叛乱，被中国的清政府在哈非耶苏非派穆斯林帮助下镇压。
同治回变（1862年—1877年）是陕西、甘肃、宁夏穆斯林发动的起义。
在此前多年，已有中国穆斯林到西亚。其中一些已接受激进的苏非主义伊斯兰教义即新教义。这些新教义信徒已于乾隆四十六年（1781年）和四十八年（1783年）试图起事。同治元年（1862年），清廷威望低落，军队忙于他处。六年，清政府派最好的官员之一、镇压天平军的功臣左宗棠为陕甘总督去陕西。他的军队奉命镇压捻军，直到七年（1868年）12月他才能对付穆斯林叛军。左宗棠的策略是通过提倡农业尤其是棉花和谷物并支持正统儒家教育来重建地区。因当地贫困，左宗棠不得不依赖西北以外的金融支持。有了可供军需的足够的谷物储备后，左宗棠攻打最重要的穆斯林首领马化龙。马化龙被围在金积堡16个月直至于十年（1871年）3月投降。左宗棠判处马化龙及其部下八十多名官员凌迟处死。数千穆斯林被流放到中国的不同地区。尽管屡蒙大赦，很多穆斯林继续抵抗直至甘肃肃州陷落。十二年（1873年）叛乱失败，导致一些回民移民到俄罗斯。他们的后代继续居住在哈萨克斯坦、乌兹别克斯坦和吉尔吉斯斯坦的边境地区。
河湟起义（1895年—1896年）是第二起反清的回族动乱。他们被忠于朝廷的穆斯林军队击败。

### 义和团运动
义和团运动（1899年11月—1901年9月7日）是一起反对欧洲对中国的商业、政治、宗教、技术影响的动乱。截至光绪二十六年（1900年）8月，230多名外国人、数千中国基督徒、未知数量的叛军及其同情者和其他中国人在动乱及其镇压中被杀。
道光二十年（1840年）第一次鸦片战争爆发，中国被英国所败。英国和其他国家法兰西、俄罗斯、日本见中国政府软弱，开始对中国施加影响。因军队和海军劣势，清朝被迫签订很多不平等条约，其中包括《南京条约》（1842年）、《瑷珲条约》（1858年）、《天津条约》（1858年）、《北京条约》（1860年）、《马关条约》（1895年）和《展拓香港界址专条》（1898年）。
如此条约被很多中国人认为不公。因外国人比中国人更受到特权，他们的威望被这些条约严重损害。中外政府关于在中国的外国人应该如何被起诉的条约造成的一个结果是围绕外国人犯罪的流言。在贵州，当地官员据报看到枢机坐着装饰得和总督一样的轿时震惊了。天主教会禁止一些中国的仪式和传统也是争执的问题之一。19世纪末，这样的感觉愈发导致针对中外基督徒的公民不服从和暴力。
此乱起初由起事反清但随后自行和清朝和解的义和拳发起。拳乱集中在中国北部，那是欧洲列强开始索求领地、铁路和矿产特权的地方。因光绪二十三年（1897年）11月两名传教士在山东省被杀，德国报复，夺取青岛港。一个月后，一支俄海军中队占领在辽宁南部的旅顺。英、法也跟进，分别占领威海和湛江。

### 清末革命
1894年，中日甲午战争之后。中国革命团体发起多次起义，试图推翻清政府，结束封建帝制。其中，同盟会发动十余次起义，史称十次革命起義。最终新建陆军中的革命者在1911年发动武昌起义，辛亥革命成功。辛亥革命是一场推翻清朝并导致中华民国建立的共和主义革命。它终结了有4,000年历史的中国君主制，代之以民主理念的共和国。革命战争从1911年10月10日开始直至1912年2月12日中华民国建立而告终。因1911年是中国农历干支纪年辛亥年，辛亥革命得名。
革命以武装的武昌起义开始，革命游击队蔓延南方诸省，在分别以北京和南京为基地的彼此敌对的朝廷和共和政权之间的长期谈判后，宣统帝退位，革命达到顶峰。
辛亥革命被中华民国以国庆日的方式纪念，又称双十节。如今该节主要在台湾被庆祝。此外，大量海外华人也庆祝双十节，活动常在世界各地的唐人街举办。
据报道，还有一项由外国银行家支持的计划，如果这次革命的共和计划失败，将拥立衍圣公为中国的汉族皇帝。

## 中华民国
五四运动期间西方思想来到中国后，李大钊等共产主义者于1921年在共产国际支持下建立了中国共产党。中国共产党党员被允许加入孙中山领导下正寻求结盟以终结军阀时代、统一中国的国民党。随着国民党新的领导人蒋介石于1924年发起北伐战争，国民党内的保守派变得仇视共产党员，武汉的国民党左派则乐于和共产党员结盟。当四一二事件中共产党员在上海遭到捕杀，第一次国共合作破裂。共产党员在周恩来和朱德领导下，于1927年8月1日发动南昌起义反抗国民革命军，随后建立控制江西自称的“苏维埃区”的中华苏维埃共和国。其都城瑞金在1934年被国民政府收复，但共产党在长征中躲过国民革命军，撤退到陕西。
当1937年第二次国共合作形成以对抗日本入侵，双方出现了暂时的停火。中华苏维埃政府被重命名为陕甘宁边区，共产党领导的中国工农红军成为新四军和国民革命军八路军。这些改动只是名义上的，在战争期间共产党发展了势力，和政府也有争斗。1945年8月，日本投降之时，国共摩擦变为国共冲突。1947年中华民国宪法通过前后，国共内战全面爆发。1949年10月，毛泽东在北京宣布中华人民共和国建国。至1950年时，中华人民共和国已基本控制中国大陆全境。在此期间，中华民国政府迁到台北，两岸分治，此后未能收复大陆。台湾和部分福建省被称为中华民国自由地区，尽管持续遭到共产党军队的入侵威胁。《動員戡亂時期臨時條款》一直有效直至1991年。

## 中华人民共和国
中华人民共和国建立初期，主要是中华民国政府在大陆的残余军事力量主导、土匪及各类武装参与的叛乱。中华人民共和国政府在1950年代通过全国大剿匪，消除了这些成建制的反叛势力。其后，中国大陆境内的反叛组织，以各类分离主义势力为主。中华人民共和国政府对此类组织、个人持高压消灭之态。